# Hermann Goedsche
Hermann Ottomar Friedrich Goedsche (Trachenberg, Silesia, Prusia, actualmente Polonia, 12 de febrero de 1815 - Bad Warmbrunn, Alemania, actualmente Jelenia Góra, Polonia, 8 de noviembre de 1878), también conocido por su seudónimo Sir John Retcliffe, fue un escritor alemán que es recordado principalmente por su antisemitismo.

## Vida y trabajo
Goedsche trabajó desde 1848 para el periódico Neue Preußische (Kreuz-) Zeitung junto con otros alemanes, como Theodor Fontane, Otto von Bismarck y George Hesekiel. En 1853 viajó como periodista a Turquía.
Goedsche trabajó en el género de la novela romántica histórica, tipificada por Walter Scott, Charles Sealsfield y Theodor Mügge, pero también fue influenciado por autores como Eugène Sue, Alexandre Dumas, padre y George Hesekiel. Algunas de sus obras critican el colonialismo británico. Era abiertamente antisemita y, aunque adoptó un seudónimo inglés, era un chauvinista prusiano que tenía una profunda aversión contra Gran Bretaña y todo lo británico. Sus opiniones políticas sobre la "Pérfida Albión" se expresan claramente en sus novelas.
Goedsche trabajó como empleado postal, pero en realidad era un agente provocador para la policía secreta prusiana. Falsificó cartas que se utilizaron como prueba para encarcelar a líderes democráticos. En 1849 fue detenido después de falsificar pruebas en la persecución del reformador político Benedict Waldeck y tuvo que abandonar Correos.
Murió en Bad Warmbrunn, hoy Cieplice Śląskie-Zdrój en Jelenia Góra, en 1878.

### Rol en la fabricación de la conspiración judía
En su libro de 1868, Biarritz, Goedsche plagió un libro del escritor satírico francés Maurice Joly, El diálogo en el infierno entre Maquiavelo y Montesquieu, e hizo una adición: el capítulo "En el cementerio judío de Praga" describía una cabal rabínica secreta, el Consejo de Representantes de Las Doce Tribus de Israel, que se reúne en el cementerio a la medianoche para una de sus reuniones centenarias. Informan sobre el progreso de su conspiración a largo plazo para establecer la dominación mundial. Entre los métodos para lograr este objetivo se encuentran la adquisición de tierras, la transformación de artesanos en trabajadores industriales, la infiltración en altos cargos públicos, el control de la prensa, etc. El presidente Levit expresa al final de la reunión el deseo de ser los reyes del mundo en 100 años. Este "Discurso del Rabino" ficticio fue citado con frecuencia más tarde como un episodio auténtico e invocado como una prueba de la autenticidad de los Los protocolos de los sabios de Sion. En la Alemania nazi, el capítulo se reimprimió de forma independiente en muchas ediciones.
Para retratar la reunión, Goedsche tomó prestado mucho de la escena en la novela Joseph Balsamo de Alexandre Dumas, en la que Alessandro Cagliostro y compañía planearon la historia del collar de diamantes, y también tomó prestados de los Diálogos de Joly como el resultado de la reunión.
Estos acontecimientos se han reflejado en El cementerio de Praga, la novela de Umberto Eco. El mismo Goedsche aparece en la novela.

## Obras
- Der letzte Wäringer. Historisch politische Novelle aus den letzten Tagen Constantinopels (1835, as Theodor Armin)
- Vaterländische Romaneske aus den Zeiten Kaiser Friedrich Barbarossas (3 volúmenes, 1836, con Burg Frankenstein)
- Die Sage vom Ottilien-Stein (1836)
- Die steinernen Tänzer. Romantische Sage aus Schlesiens Vorzeit (2 volúmenes, 1837)
- Nächte. Romantische Skizzen aus dem Leben und der Zeit (2 volúmenes, 1838-1839)
- Schlesischer Sagen-, Historien- und Legendenschatz (1839-1840)
- Mysterien der Berliner Demokratie (1848, bajo el seudónimo de Willibald Piersig)
- Enthüllungen (1849, publicado de forma anónyma)
- Die Russen nach Constantinopel! Ein Beitrag zur orientalischen Frage (1854)
- Sebastobol. Historisch-politischer Roman aus der Gegenwart (4 volúmenes, 1855-1857)
- Nena Sahib, oder: Die Empörung in Indien. Historisch-politischer Roman 1858-1859
- Villafranca, oder: Die Kabinette und die Revolutionen. Historisch-politischer Roman aus der Gegenwart (3 volúmenes, 1860-1862)
- Biarritz. Historisch-politischer Roman (3 volúmenes, 1868)
- Um die Weltherrschaft (continuación de Biarritz, 5 volúmenes, 1877-1879)

## Biografía
- Cohn, Norman (1967). Warrant for Genocide: The Myth of the Jewish World Conspiracy and the Protocols of the Elders of Zion. London. Excerpts dealing a. o. with Retcliffe
- Klotz, Volker (1979). Abenteuer-Romane. Sue, Dumas, Ferry, Retcliffe, May, Verne. Munich: Hanser. ISBN 3-446-12690-2.
- Märtin, Ralf-Peter. «Wunschpotentiale. Geschichte und Gesellschaft in Abenteuerromanen von Retcliffe, Armand, May. Königstein/Taunus: Hain 1983». Literatur in der Geschichte, Geschichte in der Literatur: pp. 10. ISBN 3-445-02302-6.
- Neuhaus, Volker (1980). Der zeitgeschichtliche Sensationsroman in Deutschland 1855-1878. "Sir John Retcliffe" und seine Schule. Berlin: Schmidt. ISBN 3-503-01628-7.